# 대구중앙중학교
대구중앙중학교(大邱中央中學校)는 대한민국 대구광역시 수성구 수성동4가에 있는 사립 남자중학교이다.

## 학교 연혁
- 1956년 2월 28일 : 대구중앙중학교 인가 (주간 6, 야간 3학급, 초대 교장 정인호)
- 1961년 12월 13일 : 대구중앙중학교 학칙 변경 (야간 3학급이 주간)
- 1962년 8월 22일 : 경북상업교육재단으로 재단 명칭 변경
- 2000년 1월 13일 : 대구중앙중학교 학칙 변경 (18학급으로)
- 2004년 2월 20일 : 학교 법인 이사장 강대락 취임
- 2005년 9월 12일 : 학생 체력 단련실(탁구장) 개관
- 2009년 2월 11일 : 제52회 졸업(졸업생 누계 22,073명)
- 2020년 3월 2일 : 교장 정성윤 선생 취임
- 2015년 3월 2일 : 교장 박재찬 선생 취임

## 참고 자료
- 대구중앙중학교 - 한국교육학술정보원 학교알리미